# Women at the Hague

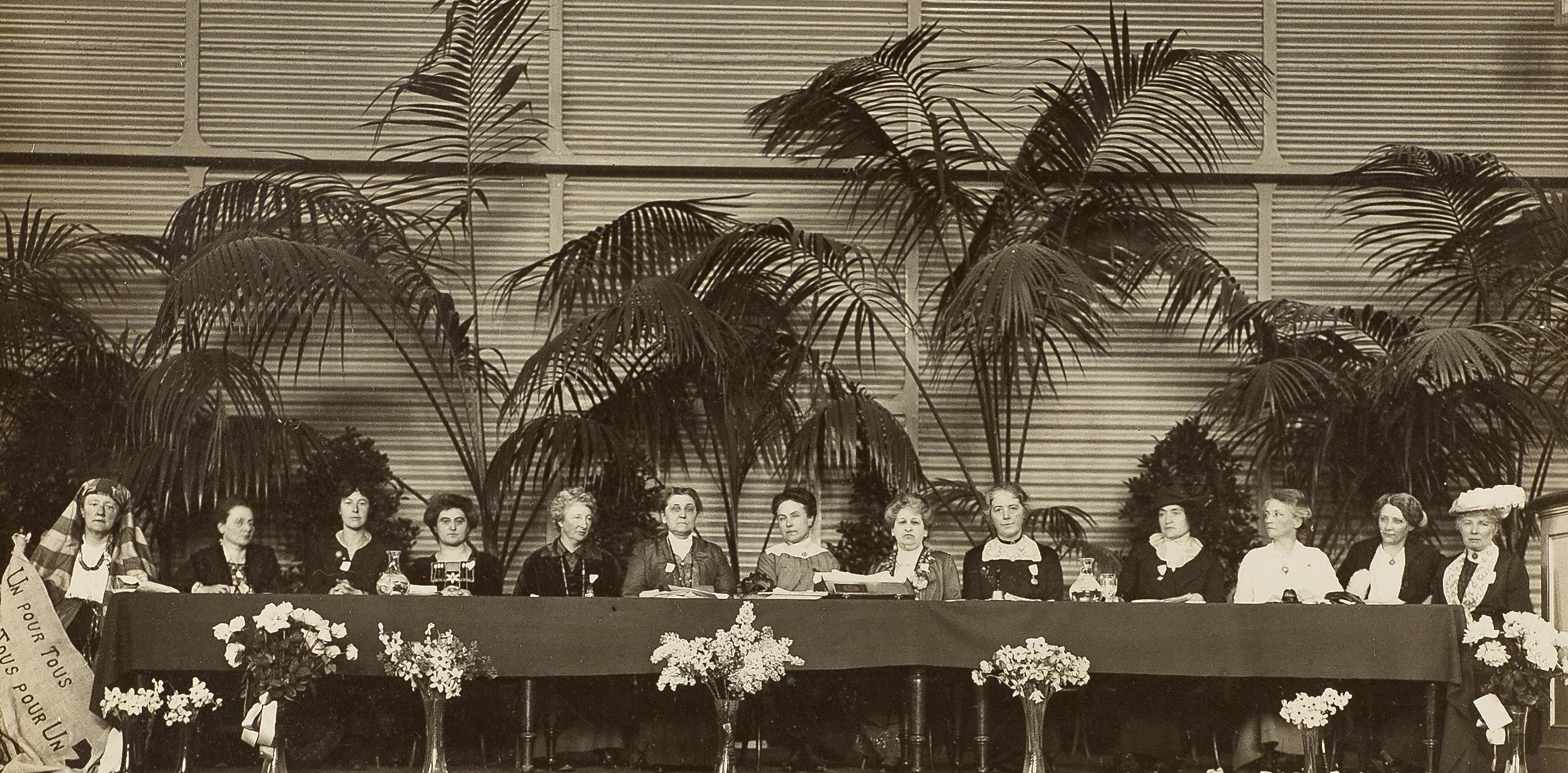
Congresso Internacional de Mulheres em 1915. da esquerda para a direita:1. Lucy Thoumaian - Armênia, 2. Leopoldine Kulka, 3. Laura Hughes - Canadá, 4. Rosika Schwimmer - Hungria, 5. Anika Augspurg - Alemanha, 6. Jane Addams - EUA, 7. Eugenie Hanner, 8. Aletta Jacobs - Países Baixos, 9. Chrystal Macmillan - Reino Unido, 10. Rosa Genoni - Itália, 11. Anna Kleman - Suécia, 12. Thora Daugaard - Dinamarca, 13. Louise Keilhau - Noruega

Mulheres em Haia foi uma conferência do Congresso Internacional de Mulheres realizada em Haia, Holanda, em abril de 1915. Teve mais de 1.100 delegadas e estabeleceu o Comitê Internacional de Mulheres pela Paz Permanente (International Committee of Women for Permanent Peace, ICWPP) com Jane Addams como presidente. Isso levou à criação da Liga Internacional de Mulheres pela Paz e Liberdade (Women's International League for Peace and Freedom, WILPF). 

## Preparações
O Congresso Internacional das Mulheres de 1915 foi organizado pela feminista alemã Anita Augspurg, a primeira mulher jurista da Alemanha e Lida Gustava Heymann (1868–1943) a convite da pacifista, feminista e sufragista holandesa Aletta Jacobs para protestar contra a guerra que então se desenrolava na Europa, e para sugerir maneiras de evitar a guerra no futuro. O esquema de um Congresso Internacional de Mulheres foi formulado em uma pequena conferência de mulheres de países neutros e beligerantes, realizada em Amsterdã no início de fevereiro de 1915. Um programa preliminar foi elaborado nesta reunião, e foi concordado em solicitar às mulheres holandesas que formassem um comitê para tomar as rédeas de todos os arranjos para o Congresso e emitir os convites. As despesas do Congresso foram garantidas pelas mulheres britânicas, holandesas e alemãs presentes, que concordaram em levantar um terço da quantia necessária.
Convites para participar do Congresso foram enviados para organizações de mulheres e organizações mistas, bem como para mulheres individuais em todo o mundo. Cada organização foi convidada a nomear duas delegadas. Somente as mulheres podiam se tornar membros do Congresso e eram obrigadas a se expressar de acordo com as resoluções do programa preliminar. Este acordo geral foi interpretado para implicar as convicções (a) de que as disputas internacionais devem ser resolvidas por meios pacíficos e (b) de que o direito de voto parlamentar seja estendido às mulheres.

## O Congresso
O Congresso abriu em 18 de abril e contou com a presença de 1,136 participantes de nações neutras e beligerantes, adotou grande parte da plataforma do Woman's Peace Party (WPP) e estabeleceu um Comitê Internacional de Mulheres pela Paz Permanente (International Committee of Women for Permanent Peace, ICWPP) com Jane Addams como presidente. WPP logo se tornou a seção dos EUA do ICWPP.
O Congresso foi realizado sob duas importantes regras:
1. Que as discussões sobre a responsabilidade nacional relativa ou a condução da presente guerra,
2. As resoluções que tratam das regras sob as quais a guerra deve ser conduzida no futuro estarão fora do escopo do Congresso.[2]

## Delegações

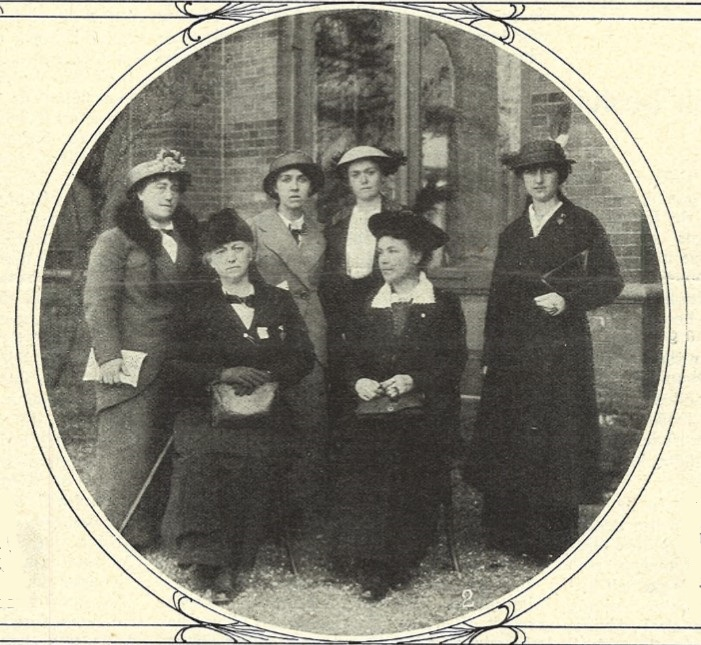
Delegação belga: Eugénie Hamer sentada à direita.

Houve problemas em reunir 1.200 mulheres durante a guerra. A delegação da Grã-Bretanha foi reduzida pelo Ministério das Relações Exteriores para 24 delegadas e, na verdade, apenas duas (ou três) chegaram a Haia. A Itália conseguiu apenas uma delegada e ela fez questão de notar que ela não representava seu país. Uma mulher também veio do Canadá para representar o que era chamado na época de "as Colônias".
Os países representados incluíram os Estados Unidos, que enviaram 47 membros; Suécia, 12; Noruega, 12; Holanda, 1.000; Itália, 1; Hungria, 9; Alemanha, 28; Dinamarca, 6; Canadá, 2; Bélgica, 5; Áustria, 6, e Grã-Bretanha, 3, embora outros 180 de lá tenham sido impedidos de navegar devido ao fechamento do Mar do Norte por motivos militares. O Congresso, que contou com a presença de um grande número de visitantes, bem como dos membros, foi extremamente bem-sucedido. Os procedimentos foram conduzidos com a maior boa vontade e as deliberações que os acompanharam foram aprovadas nas sessões de negócios.

## Membros do Comitê
- Alemanha:  Dr. Anita Augspurg, Lida Gustava Heymann (Secretária e Intérprete)
- Áustria:  Leopoldine Kulka, Olga Misar
- Armênia: Lucy Thoumaian
- Bélgica:  Eugenie Hamer, Marguerite Sarten
- Dinamarca:  Thora Daugaard, Clara Tybjerg
- EUA:  Jane Addams (Presidente), Fannie Fern Andrews, Alice Hamilton
- Grã-Bretanha e Irlanda: Chrystal Macmillan (Secretária), Kathleen Courtney (Intérprete)
- Hungria:  Vilma Glücklich, Rosika Schwimmer
- Itália:  Rosa Genoni
- Noruega: Dr. Emily Arnesen, Louise Keilhau
- Países Baixos:  Dr. Aletta Jacobs, Hanna van Biema-Hymans (Secretária), Dr. Mia Boissevain
- Suécia:  Anna Kleman, Emma Hansson[2]